# Лукьянов, Владислав Валентинович
Владислав Валентинович Лукьянов (укр. Владислав Валентинович Лук'янов; род. 21 февраля 1964, Константиновка, Донецкая область) — украинский политик. Депутат Донецкого областного совета двух созывов (1998—2006), депутат Верховной рады Украины V и VI созыва. Первый заместитель главы парламентского комитета по вопросам бюджета.

## Биография

### Ранние годы и первая работа
Родился 21 февраля 1964 года в городе Константиновка Донецкой области УССР. Отец Валентин Борисович после окончания Артёмовского керамико-механического техникума и в 1971 году — украинского заочного политехнического института, работал на огнеупорных предприятиях слесарем, механиком, мастером, заместителем начальника огнеупорного цеха. Впоследствии стал директором огнеупорного комбината в городе Часов Яр Донецкой области. Мать Ксения Тимофеевна трудилась заведующей лабораторией. По словам Владислава, родители оказали значительное влияние на формирование его характера и способностей.

Мой отец великолепно разбирается в высшей математике, мама — в химии, она работала зав. лабораторией, и все теоретические знания я применял на практике. Я знал, к примеру, как сделать полупроводник с помощью сплава свинца и серы.

На самом деле, любовь к точным наукам у меня с детства. В школе я выигрывал республиканские олимпиады по физике и математике. У меня даже грамоты есть! Наверное, у меня была судьба — попасть в специальную математическую школу и заниматься математикой. Потому что статистика, теория вероятности, многомерное пространство — это было моё хобби.
В 1981 уехал в Одессу, где поступил в Одесский институт инженеров морского флота, специальность — инженер по управлению морским транспортом. Капитан университетских команд по шахматам и настольному теннису, чемпион университета.
Трудовую деятельность начал в 1986 года грузчиком в морском торговом порту Владивостока. К этому периоду относится увлечение рукопашным боем.
Одновременно вместе с партнёрами занялся предпринимательской деятельностью: принимали в наварку шины, поставляли помидоры на Камчатку, создали сеть местных видеосалонов с первыми в СССР западными фильмами, а позже переформатировали их в коммерческие магазины.

Действительно серьёзные деньги принесла начинающим предпринимателям торговля бензином, когда во время распада СССР возник дефицит топлива. Нащупав «золотую жилу», они построили сеть автозаправок и вдобавок прикупили банк. «Зачем нам нужен банк, мы не знали, но предложение приняли, — вспоминает Лукьянов. — Так я стал заместителем председателя совета директоров банка».

### Предпринимательство
После распада СССР Лукьянов вернулся на Украину и занялся предпринимательством. С 1994 по 1995 год — руководитель управления инвестиций АО «Керамет». В 1995 году основал кампанию «Финфорт» («Фінансова фортеця»), которую возглавлял до 2006 года. Сегодня это инвестиционная группа, объединяющая более десятка украинских предприятий).

### Донецкий облсовет
В 1998 году Владислав Лукьянов стал депутатом Донецкого областного совета, победив на выборах в многомандатном избирательном округе (г. Артёмовск). В 2002 году вновь стал депутатом облсовета от того же округа, возглавив постоянную комиссию по вопросам социальной политики. В этот период председателем облсовета являлся Борис Колесников, бывший вице-премьер-министр Украины. В 2004 году Лукьянов — один из руководителей кампании по выборам Президента Украины в Донецкой области.

### Народный депутат Украины
В 2006 году на выборах в Верховную раду Украины V созыва Лукьянов был избран народным депутатом от Партии регионов (№ 133 в списке). Был председателем подкомитета по вопросам бюджетного обеспечения местного самоуправления.
С сентября 2006 года — заместитель председателя Комитета Верховной Рады по вопросам государственного строительства, региональной политики и местного самоуправления. Сопредседатель депутатской группы Верховной Рады Украины по межпарламентским связям с Японией.
В 2007 году на досрочных парламентских выборах снова стал народным депутатом VI созыва от Партии регионов (№ 55 в списке). Заместитель председателя Комитета Верховной Рады по вопросам финансов и банковской деятельности.
Заместитель представителя Постоянной делегации в Парламентской ассамблее Черноморского экономического сотрудничества (ПАЧЭС). Заместитель руководителя группы по межпарламентским связям с Японией. Член групп по межпарламентским связям с Российской Федерацией, Французской Республикой, Великобританией, США, ОАЭ и др.
С 2010 года — первый заместитель главы парламентского Комитета по вопросам бюджета.
В 2012 году на парламентских выборах в третий раз стал народным депутатом, VII созыва, от Партии регионов, победив на одномандатном мажоритарном округе № 54 в Донецкой области и набрав 77,15 % голосов избирателей. Первый заместитель председателя Комитета Верховной Рады Украины по вопросам предпринимательства, регуляторной и антимонопольной политики. 3 июня 2014 года вышел из фракции Партии Регионов и с 7 июля состоял в депутатской группе «За мир и стабильность».

## Законотворчество
Как первый заместитель главы Комитета Верховной Рады Украины по вопросам бюджета, Владислав Лукьянов — один из разработчиков Бюджета Украины на 2011 и 2012 год. В частности, в бюджете 2012 года он является автором наибольшего количества поправок — 156, из которых 109 принято и 23 принято частично. Одна из них касается увеличения расходов на техническое переоснащения угледобывающих предприятий.
После принятия главного финансового документа страны Лукьянов отметил, что, несмотря на ухудшение экономической ситуации в мире и сокращение прогнозных показателей роста украинской экономики, бюджет 2012 года имеет социальную направленность. Он подчеркнул, что основные показатели наполняемости бюджета за 2011 год перевыполнены, а темпы роста ВВП выше ожидаемых отметок. Наряду с сокращением капитальных расходов это даст возможность увеличить целый ряд социальных выплат. В частности, в главном финансовом документе страны заложено увеличение пенсий ликвидаторам аварии на ЧАЭС почти в два раза, а также — средних размеров общих пенсий и доплат к ним на 20-30 процентов и окладов бюджетников — на 25,6 процентов. Педагоги получат надбавку к зарплате в 20 процентов

Финансовая нестабильность, дефицит средств вынуждают даже развитые страны Европы «резать» свои бюджеты, в том числе, за счет сокращения соцвыплат. Однако Украина пошла кардинально иным путём — власть смогла найти источники существенного прироста доходов госбюджета и решить проблему с достойным финансовым обеспечением своих граждан.
Кроме того, по инициативе народных депутатов Валерия Баранова и Владислава Лукьянова Верховная Рада Украины приняла постановление о сокращении депутатских льгот. Следующим шагом Лукьянов назвал «обрезание льгот для других чиновников»
Лукьянов — один из соавторов проекта Закона о молодёжной жилищной кооперации и проекта Закона про особенности государственной поддержки обеспечения молодежи жильём, поданный на рассмотрение профильного комитета 14 октября 2011 г. Как говорится в пояснительной записке, основной целью законопроекта является создание реальных, а не декларативных механизмов государственной поддержки обеспечения молодежи жильём, улучшения жилищных условий молодых граждан, а значит улучшения их общего жизненного уровня и укреплению социальной стабильности в обществе.
22 сентября Верховная Рада ввела запрет на рекламу табачных изделий. За принятие законопроекта № 5164 в целом проголосовало 332 депутата при минимально необходимых 226. Одним из инициаторов этого законопроекта выступил Владислав Лукьянов. Парламент внёс соответствующие изменения в законы «О рекламе» и «О мерах по предотвращению и уменьшению употребления табачных изделий и их вредного влияния на здоровье населения». Закон вступит в силу в конце февраля 2012 г.
С 2008 года Владислав Лукьянов был автором или соавтором 48 законопроектов, в частности, касающихся установления размера помощи при рождении ребёнка и помощи на детей, защиты прав вкладчиков во время действий временных администраций в банках, о запрете деятельности тоталитарных религиозных сект и др.

## Увлечения
Среди увлечений Лукьянова — японская культура, галстуки, книги и чай.
С японской культурой народный депутат близко познакомился во время периода жизни в Японии после «оранжевой революции». По его словам, он не просил политического убежища в Японии, а в течение месяца, когда он был в Японии, на украинских предприятиях, акционером которых он был, прошли десятки проверок государственных органов, и как его бизнес, так и бизнес его семьи подвергался разрушающим воздействиям. В этот период политик открыл в Японии ресторан украинской кухни «Така хата». А 4 сентября 2011 года по инициативе Владислава Лукьянова в зале Национальной оперы Украины имени Шевченко состоялся Благотворительный концерт «Возрождение Японии» в поддержку пострадавших в результате аварии на АЭС Фукусима-1 при участии Японского Императорского оркестра.
Галстуки для народного депутата — не просто элемент одежды, а предмет коллекционирования. Об их количестве он не знает, и надеть многие из них так и не решился. По словам Лукьянова, за модой он следит в интернете, по журналам и показам дизайнеров, но чувство стиля у него — от отца, который всегда уделял внимание мелочам не только в работе, но и во внешнем виде.
Владислав Лукьянов является хозяином обширной домашней библиотеки.

Есть книги рабочие, которыми я постоянно пользуюсь. В своё время для меня стали открытием книги по тайм-менеджменту. Для меня очень важным является элемент самоорганизации и организации времени. У меня таких книг целая подборка, часто их перечитываю.'

## Интересные факты
- Владислав Валентинович посчитал нужным похвастаться, что ехал по трассе Киев-Одесса за рулём своей машины с более чем двукратным превышением скорости[13]. По его словам он также ездил быстрее вертолёта Януковича[14]. МВД решили не штрафовать депутата, так как «опубликованные депутатом фотографии могут не соответствовать действительности»[15].